# 뉴하트
《뉴하트》는 대한민국의 의학 드라마이다. JS 픽쳐스에서 제작하고 MBC(문화방송)에서 2007년 12월 12일부터 2008년 2월 28일까지 방영했다.
방영 전부터 제2의 《하얀거탑》이라는 명성을 안고 방영했으며, 33.6%의 압도적인 시청률을 기록했다. 의사들의 성장드라마, 휴먼드라마, 멜로드라마 세가지 중심의 이야기로 전개되었다.
다만, 대부분의 메디컬 드라마와 마찬가지로 "병원에서 연애한다"는 지적을 받았는데 이지훈 (이동권 역)은 해당 드라마에 캐스팅되면서 KBS 2TV 인기 예능 프로그램 《1박 2일》초창기 멤버 제의를 고사한 터라 아픔이 두 배였다.

## 줄거리
신임 병원장인 박재현은 흉부외과를 가겠다는 숨겨둔 딸인 남혜석을 말리지만 혜석은 흉부외과를 고집한다. 한편 제2병원으로 좌천되어 낚시를 하던 최강국은 주위 사람과 몸싸움을 하다가 이마를 다치고 응급실에서 인턴 생활을 하던 이은성을 만난다. 이은성은 응급실로 실려온 환자를 두고 최강국과 실랑이를 벌이다 최강국이 유명한 흉부외과 의사임을 알게 되고 강국이 환자를 치료하는 모습을 보고 흉부외과에 지원해 레지던트(전공의) 과정을 보내기로 결심한다. 한편, 병원장은 병원의 유명세를 넓히기 위해 최강국을 찾아가 흉부외과 과장 자리를 제안한다. 은성과 혜석은 광희대학교 병원의 흉부외과 레지던트 지원서를 내지만 흉부외과 과장으로 부임한 최강국은 면접자리에서 그 둘을 뽑지 않기로 한다. 이를 부당하다 여긴 은성과 혜석은 동료 인턴들과 함께 시위를 하고 결국 그들에게 기회를 주고 지켜보기로 결심한 강국은 그들을 수련의로 채용한다. 그 후 벌어지는 광희대학교 병원 내에서의 환자의 치료, 병원 내에서의 사랑, 타 대학 출신에 대한 차별 등의 이야기를 그렸다.

## 등장 인물

### 주요 인물
- 지성 : 이은성 역 - 흉부외과 전공의

꼴찌에게도 희망이 있다는 걸 몸소 보여주는 남자지만 남자로서의 야망은 크지 않다. 어린 시절 친한 친구의 죽음으로 의사가 되기를 결심한다.
- 김민정 : 남혜석 역 - 흉부외과 전공의

수능 만점에, 의대도 수석으로 졸업해서 아무도 바라보지 않는 흉부외과를 지원해 레지던트로 일하고 있다. 약간 엉뚱한 면모도 있다. 병원장의 숨겨둔 딸이다.
- 조재현 : 최강국 역 - 흉부외과 과장

대한민국 최초 심장 이식에 성공한 의사이며 흉부외과의 1인자인 엘리트다. 자신의 출세와는 상관없이 오직 환자만을 생각하는 의사.

### 주변 인물
- 이지훈 : 이동권 역 - 연예인

혜석을 좋아하지만 혜석의 마음이 자신에게 없음을 알고는 이내 포기한다.
- 정호근 : 민영규 역 - 흉부외과 교수

최강국에게 버금가는 솜씨로 관상동맥우회술 수술에서 만큼은 아성을 유지해 왔으나 차기 과장은 자신이 될 것이란 기대와 달리 최강국이 신임 과장에 오르자 그에게 반기를 든다.
- 장현성 : 김태준 역 - 흉부외과 교수

최강국과 경력면에서는 떨어지지만 권력에 대한 야망을 가진 자이며, 최강국과는 적대적인 면이 강하나 그렇다고 민영규와도 같은 노선을 가지 않고 혼자만의 길에서 야망을 키워간다.
- 성동일 : 이승재 역 - 흉부외과 교수

천성적으로 아이를 좋아한다. 목소리도 작다. 아이가 아프면 눈물도 흘린다. 병원내의 권력 싸움엔 전혀 관심이 없다.
- 이기영 : 김정길 역 - 순환기 내과 과장

대단한 자존심의 소유자. 자신의 판단미스를 절대 인정하지 않는다. 우수한 논문, 관상동맥 중재술 실적으로 초대 심장혈관 센터장 자리를 꿰차겠다는 욕심이 있다. 최강국과는 가까워질 수 없는 존재.
- 정동환 : 박재현 역 - 병원장

돈 되는 진료, 돈 되는 과를 집중해서 육성해 키우겠다는 방침이다. 그래서 최강국에게 더욱 매스컴을 통한 인지도를 높여, 환자를 많이 유치하기 위해 복귀시키지만 그의 뜻대로 되지 않아 고민이 많다.
- 김태영 : 부원장 역
- 박광정 : 김영희 역 - 영상의학과 교수

고등학교, 대학교 동창인 최강국을 친구로서 진심으로 좋아한다. 심심하면 판독실에 놀러오는 이은성이 너무 예쁘다. 이은성의 상담자도 되고, 후원자도 되는 인물.
- 박철민 : 배대로 역 - 흉부외과 의국장

다혈질이며 전후 사정 물어보지 않고 후배들에게 바로 주먹을 날린다. 후배들, 간호사들을 태우기도 잘 한다. "뒤질랜드"라는 말을 자주 사용하는데 이것이 여러 시청자들에게 이슈가 되면서 유행어가 되었다.
- 김준호 : 설래현 역 - 흉부외과 펠로우

권력의 이동에 관심이 많다. 줄을 잘 서야 자기가 조교수로 살아남는 데 도움이 되기 때문이다. 교수들한테 잘 보이기 위해 엄청 애를 쓴다.
- 강지후 : 우인태 역 - 흉부외과 전공의 3년차

착하고 순한 인물. 레지던트들의 고충을 누구보다 이해해주고 풀어준다.
- 이창주 : 이인호 역 - 흉부외과 전공의 3년차

흉부외과 레지던트. 우인태와는 절친한 친구 사이이다.
- 신동미 : 조민아 역 - 마취과 교수

병원 내 알아주는 퀸카. 엄청난 멋쟁이로 쿨한 멋이 있다. 김태준과의 불륜을 이어간다.
- 정경순 : 조복길 역 - 흉부외과 수간호사

이승재 와이프. 순간적인 상황판단은 타의 추종을 불허하고, 어설픈 레지던트들이 사고 칠 때 지켜보다 사고수습 지원군으로 나서기도 한다.
- 이응경 : 김혜숙 역 - 최강국의 부인

전직 간호사. 늘 수술에 바쁜 남편, 그나마 저녁에는 연구실에서, 술자리에서 바쁜 남편 때문에 늘 외롭다. 마음에 응어리가 많지만 가정을 망가뜨리고 싶지 않아서 그냥 산다.
- 손여은 : 최현정 역 - 산부인과 전공의

산부인과 레지던트. 혜석과 인턴 시절을 함께 보낸 친구이다.
- 신다은 : 김미미 역 - 인턴

광희대학 인턴. 실습하며 각과를 돌고 있다. 실수가 잦아 흉부외과의 골칫거리.

### 그 외
- 임예진 : 남준희 역 - 남혜석의 어머니
- 김혜은 : 유희진 역

김태준의 부인. 아버지가 보건 복지부 장관.
- 이주실 : 형제의 집의 수녀 역
- 김영옥 : 이문옥 역 - 술집 할매
- 김재만 : 응급의학과 의사 역
- 이은 : 간호사 역
- 조명진 : 김지연 역 - 간호사

전문 간호사. 나중에 우인태와 결혼.
- 최성호 : 최선호 역 - 내과의사
- 유정석 : 재섭 역 - 이은성의 친구
- 최성웅 : 박 상사 역 - 오피캡으로 수술 해야하는 환자
- 민지오 : 김필주 역 - 교통사고로 심장파열된 환자, 농구선수
- 한보배 : 수민 역 - 확장성 심근증 환자
- 진서연 : 한수진 역 - 배우, 말판증후군 환자
- 원미원 : 최순진 역 - 쑥국 먹고싶어하는 환자
- 정재진 : 김용구 역 - 병원 청소부, 심장종양 환자
- 민서현 : 인경 역 - 우인태의 전 여자친구
- 김다영
- 최재희
- 이명숙
- 홍승범
- 김지애
- 유정석
- 주우
- 장주연
- 고진명 : 경비원 역
- 김수갑
- 이상현
- 윤영목
- 최민서
- 허선행
- 김난주 : 김필주의 부인 역
- 진명선
- 이정호
- 신종순
- 하경민
- 김민희
- 한나연
- 김현정
- 이광세 : 환자 역
- 박희진 : 조폭의 애인 역
- 전일범
- 정세윤
- 김기방 : 이동권의 로드매니저 역
- 권영경 : 수민의 어머니에게 병원비 재촉하는 여자 역
- 송경의 : 사회복지과 과장 역
- 김다은
- 문제영
- 서권순 : 한수진의 어머니 역
- 김홍수 : 한수진의 아버지 역
- 이순성
- 김진호
- 김동석 : 송호재의 비서 역
- 최윤준 : 뇌사상태인 산모의 남편 역
- 강상구
- 권성현 : 스튜어디스 역
- 김선은
- 맹봉학 : 제약회사 관계자 역
- 고태산 : 흉복부대동맥류 환자의 보호자 역
- 유옥주 : 흉복부대동맥류 환자의 보호자 역
- 주부진 : 박대순 역 - 수면제 요구하는 환자
- 최인숙 : 병원 예절 서비스 심화과정의 강사 역
- 이상철 : 이문옥의 아들 역
- 오정석 : 김용구의 아들 역
- 정한헌 : 이은성을 폭행한 환자 역 - 유원자원개발공사 대표이사 사장, 부원장의 지인
- 원종례 : 이은성을 폭행한 환자의 부인 역
- 이호우
- 이경영 : 형사 역
- 김광인 : 변호사 역 - 이승재의 지인
- 최진호 : 프랭클린 해밀턴의 비서 역
- 한정국 : 호텔 관리자 역
- 김정하
- 공재원
- 박규점
- 이현직 : 본과 실습생 역
- 조성희 : 본과 실습생 역
- 김명중 : 의사 역
- 현숙희 : 박재현의 부인 역
- 박지영
- 김추월
- 지성근
- 전성애
- 박철호
- 손선근
- 하은애
- 한춘일 : 대동맥 박리 환자 역
- 유인석 : 가슴 흉통 환자 역
- 김성훈
- 남현주 : 가와사키병 환자의 어머니 역
- 정형민
- 구본석 : 출입국 관리 사무소 직원 역
- 윤진호 : 의사 역
- 이장옥
- 이종구 : 비행기 탑승승객 역
- 정석규
- 이채민 : 스튜어디스 역
- 강지운 : 안과 전문의 역

### 아역
- 김동범
- 박효빈 : 최혜라 역 - 최강국의 딸
- 한예린 : 최미라 역 - 최강국의 딸
- 김희정 : 고아원에 있는 아이 역
- 박준목 : 고아원에 있는 아이 역
- 정윤석 : 김정민 역 - 김용구의 손자

### 특별출연
- 김호영 : 민흥기 역 - 광희대학교병원 흉부외과 전 과장, 최강국의 주임교수(1회,2회 사진출연)
- 송용태 : 최충원 역 - 최광국의 아버지, 광희대학교병원 전 흉부외과 과장
- 한기범 : 농구 구단주 역
- 권용운 : 조폭 환자 역 - 칼 맞은 환자
- 홍경민 : 이동권의 매니저 역
- 팀 피닉스
- 장항선 : 송호재 역 - 대성그룹 회장
- 박영지 : 보건복지부 장관 역 - 유희진의 아버지
- 정찬 : 하태진 역 - 미국 클리블랜드 클리닉 흉부외과 전문의, 명성대 출신
- 이두일 : Bar 사장 역
- 이용이 : 환자 역
- 이참 : 프랭클린 해밀턴 역 - 전 영국 총리, 심근경색 환자
- 서유정 : 김수련 역 - 원발성 간암 환자, 형제의 집 출신, 이은성의 첫사랑
- 김지완 : 김수련의 남편 역
- 김유정 : 이윤아 역 - 확장성 심근병증 환자
- 박철호 : 이윤아 아버지역
- 김기현 : 김한결의 할아버지 역
- 김성원 : 강수환 역 - 광희대학교 총장
- 최수린 : 춘천의 산부인과 의사 역
- 은지원 : 흉부외과 전공의 역

## 시청률
시청률은 다음과 같다.
| 2007년      | 2007년      | 2007년         | 2007년       | 2007년         | 2007년       |
| 회차        | 방송일      | TNmS 시청률    | TNmS 시청률  | AGB 시청률     | AGB 시청률   |
| 회차        | 방송일      | 대한민국(전국) | 서울(수도권) | 대한민국(전국) | 서울(수도권) |
| ----------- | ----------- | -------------- | ------------ | -------------- | ------------ |
| 제1회       | 12월 12일   | 17.1%          | 17.6%        | 16.3%          | 18.2%        |
| 제2회       | 12월 13일   | 19.2%          | 19.9%        | 18.0%          | 20.4%        |
| 제3회       | 12월 20일   | 20.7%          | 21.7%        | 19.2%          | 21.6%        |
| 제4회       | 12월 26일   | 21.0%          | 22.0%        | 20.9%          | 23.5%        |
| 제5회       | 12월 27일   | 22.3%          | 23.8%        | 21.3%          | 24.0%        |
| 2008년      |             |                |              |                |              |
| 제6회       | 1월 2일     | 22.5%          | 23.7%        | 22.6%          | 24.5%        |
| 제7회       | 1월 3일     | 25.6%          | 26.8%        | 25.3%          | 27.9%        |
| 제8회       | 1월 9일     | 23.1%          | 24.0%        | 23.1%          | 25.1%        |
| 제9회       | 1월 10일    | 24.3%          | 25.4%        | 24.5%          | 26.3%        |
| 제10회      | 1월 16일    | 24.3%          | 25.5%        | 25.9%          | 27.9%        |
| 제11회      | 1월 17일    | 25.2%          | 25.7%        | 25.9%          | 27.8%        |
| 제12회      | 1월 23일    | 28.5%          | 29.6%        | 26.2%          | 28.1%        |
| 제13회      | 1월 24일    | 28.8%          | 30.1%        | 26.9%          | 28.7%        |
| 제14회      | 1월 30일    | 28.2%          | 29.0%        | 26.3%          | 27.9%        |
| 제15회      | 1월 31일    | 30.0%          | 30.3%        | 28.9%          | 31.0%        |
| 제16회      | 2월 7일     | 19.2%          | 19.6%        | 19.3%          | 21.5%        |
| 제17회      | 2월 7일     | 21.2%          | 21.6%        | 21.3%          | 23.5%        |
| 제18회      | 2월 13일    | 27.8%          | 28.5%        | 27.7%          | 29.4%        |
| 제19회      | 2월 14일    | 30.0%          | 30.5%        | 29.0%          | 29.9%        |
| 제20회      | 2월 20일    | 24.4%          | 24.4%        | 25.6%          | 26.0%        |
| 제21회      | 2월 21일    | 30.0%          | 30.8%        | 29.3%          | 30.6%        |
| 제22회      | 2월 27일    | 32.0%          | 32.9%        | 30.3%          | 31.6%        |
| 제23회      | 2월 28일    | 33.6%          | 34.3%        | 32.0%          | 33.4%        |
| 평균 시청률 | 평균 시청률 | 25.2%          | 26.0%        | 24.6%          | 26.5%        |

- 가장 최저의 시청률은 파란색, 최고의 시청률은 빨간색으로 표시했다.

## 연장 사유
- 2008년 2월 4일 : 뉴하트 방영 분량이 20부작에서 3회 연장되어 23부작으로 변경.확정되었다.

## 수상 경력
- 2008년 MBC 연기대상 미니시리즈부문 남자 최우수상 조재현
- 2008년 MBC 연기대상 미니시리즈부문 황금연기상 김민정
- 2008년 MBC 연기대상 미니시리즈부문 황금연기상 지성
- 2008년 MBC 연기대상 조연배우부문 황금연기상 박철민

## 관련 이야기
- 본 드라마의 촬영 장소는 서울시 흑석동에 위치한 중앙대학교병원이다.
- 주인공 최강국은 대한민국 심장 이식에 최초로 성공한 의사로 나오는데, 실제 대한민국 심장 이식에 성공한 의사는 송명근 교수로 200여억 원의 재산을 기부하여 화제가 된 바 있다.[6]

## 참고 사항
- 조재현 (최강국 역)은 신동미 (조민아 역)가 조연으로 나온[7] MBC 나쁜여자 착한여자 캐스팅 물망에 한때 올랐으나[8] 고사했으며 당시 조재현 자리에는 이재룡이 대타로 들어갔다.

## 같이 보기
- 하얀거탑
- 외과의사 봉달희
- 종합병원